# Canara Bank
Canara Bank (kannada: ಕೆನೆರಾ ಬ್ಯಾಂಕ್  en hindi: केनरा बैंक) es una compañía estatal de servicios financieros de India. Fue establecida en 1906, lo que la hace una de las más antiguas del país. A noviembre de 2009, el banco tenía una red comercial de 3057 sucursales, repartidas por toda India. El banco también tiene oficinas en el extranjero en Londres, Hong Kong, Moscú, Shanghái, Doha, y Dubái. En términos de negocio es uno de los mayores bancos comerciales nacionalizados, con un negocio de cerca de 2 billones de rupias (US$ 48.000 millones).
Canara Bank es uno de los Cinco Grandes Bancos de India, junto con el ICICI Bank, State Bank of India, Punjab National Bank y el Bank of India.

## Historia
El difunto filántropo Shri. Ammembal Subba Rao Pai, estableció el Canara Bank Hindu Permanent Fund en Mangalore, India, el 1 de julio de 1906. El banco cambió su nombre a Canara Bank Limited en 1910 cuando se convirtió en sociedad.
En 1958, el Banco de la Reserva Nacional de India ordenó al Canara Bank adquirir el G. Raghumathmul Bank, en Hyderabad. Este banco había sido fundado en 1870, y se había convertido en sociedad de responsabilidad limitada en 1925. Al tiempo de la adquisición del G. Raghumathmul Bank tenía cinco sucursales.
El gobierno de la India nacionalizó el Canara Bank, junto con otros 13 grandes bancos comerciales de India el 19 de julio de 1969.
En 1976, Canara Bank inauguró su sucursal número 1000.
En 1983, Canara Bank abrió su primera oficina en el extranjero, una sucursal en Londres. En 1985, Canara Bank adquirió el Lakshmi Commercial Bank en una operación de rescate financiero.
En 1985, Canara Bank estableció una subsidiaria en Hong Kong, Indo Hong Kong International Finance Ltd.
En 1996, Canara Bank se convirtió en el primer banco indio en obtener la certificación ISO para una "Sucursal Bancaria Total" por su sucursal Seshadripuram en Bangalore.
En 2008-9, Canara Bank abrió su tercera sucursal en el extranjero, esta vez en Shanghái.

## Principio fundadores
- Eliminar la superstición y la ignorancia.
- Extender la educación entre todos para obedecer al primer principio.
- Inculcar el hábito del ahorro.
- Transformar la institución financiera no solo en el corazón financiero de la comunidad sino también en el corazón social.
- Asistir a los necesitados.
- Trabajar con sentido del servicio y dedicación.
- Desarrollar la preocupación por el ser humano y la sensibilidad por el medio ambiente con una visión de realizar cambio que eliminen las dificultades y sufrimientos.

## Ranking de 2006 de Forbes Global 2000
Canara Bank fue clasificada como la entidad n.º 1299 en la lista de Forbes Global 2000.

## Sucursales en el extranjero y oficinas
Canara Bank estableció su División Internacional en 1976, para supervisar el funcionamiento de sus varios departamentos en el extranjero, para dar impulso a los negocios de intercambio, en particular las exportaciones, y para cumplir con los requerimientos de los No Residentes Indios (NRI).
A pesar de ser pequeña en tamaño, la presencia en el extranjero del banco ha aportado considerables nuevos negocios, particularmente depósitos de NRI.
- CANARA BANK, LONDON BRANCH
- CANARA BANK, LEICESTER BRANCH
- CANARA BANK HONG KONG BRANCH
- CANARA BANK SHANGHAI BRANCH
- CANARA BANK SHARJAH REPRESENTATIVE OFFICE, UAE
- COMMERCIAL BANK OF INDIA LLC
- AL RAZOUKI INTERNATION EXCHANGE CO
- EASTERN EXCHANGE ESTABLISHMENT

## Compañías subsidiarias
- Canfin Homes Limited
- Canbank Factors Limited
- Canbank Venture Capital Fund Limited
- Canbank Computer Services Limited
- Canara Bank Securities Limited
- Canara Robeco Asset Management Company Limited
- Canbank Financial Services Limited
- Canara HSBC Oriental Life Insurance Company Limited

## Bancos rurales regionales
- Shreyas Gramin Bank
- South Malabar Gramin Bank
- Pragathi Gramin Bank

## Proyectos de desarrollo
Canara bank hizo una asociación con el UNEP para iniciar un exitoso programa de energía solar. Fue una inversión de cuatro años de $7.6 millones, lanzada en abril de 2003 para ayudar a acelerar el mercado de la financiación de sistemas de energía solar para los hogares en el Sur de India.

## Grandes iniciativas en las Tecnologías de la Información (TI)
Canara Bank tuvo grandes iniciativas en el sector de la IT con la unificación de todas sus sucursales en una plataforma de software unitaria. Canara Bank eligió las soluciones i-flex de Flexcube para estas aplicaciones. El banco tuvo un acuerdo con IBM para desarrollar la plataforma de flexcube en sus más de 1000 sucursales como una primera fase. Esta fase ha sido concluida, con la sucursal de Karaikudi en Tamil Nadu siendo la sucursal n.º 1000 en funcionar. Más de 22 millones de clientes se beneficiarán de esta iniciativa. En marzo de 2009 el examinador de la IT publica sus resultados de los mayores problemas de la implantación de este sistema.

## Resultadas financiero de junio de 2010 (en crores)
| Beneficio operativo    | 1483 |
| Provisiones            | 0470 |
| Beneficio neto         | 1013 |
| Ingresos totales       | 5895 |
| Otros ingresos         | 0734 |
| Beneficios comerciales | 0224 |
| Beneficios comerciales | 4412 |
| Gastos obtenidos       | 0978 |

## Otras lecturas
- A Banking Odyssey: The Canara Bank Story (ISBN 706958306) by M V Kamath